# Rinaldo da Monteverde

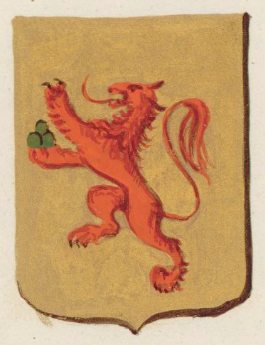
Stemma dei da Monteverde di Fermo

Rinaldo da Monteverde (1280-1340 – Fermo, 2 giugno 1380) è stato un condottiero italiano, signore di Fermo, Sant’Elpidio Morico, Montefalcone Appennino, Montegiorgio.

## Biografia
Detto "Rinalduccio", fu figlio forse illegittimo di Mercenario da Monteverde, dopo la morte del quale nel 1340 fu costretto a riparare a Milano, mettendosi al servizio dei Visconti. 
Nel 1373, grazie a Giovanni Visconti da Oleggio signore della città, rientrò a Fermo. Nel 1376 partecipò all’assedio di Ripatransone e di Sant'Elpidio a Mare. Nel dicembre dello stesso anno riuscì a farsi proclamare capitano del popolo di Fermo, ma fu odiato dalla popolazione a causa del suo governo dispotico.
Nel 1377 attaccò più volte Sant'Elpidio, patria di uno dei congiurati del padre. Nel 1379 la popolazione di Fermo, coadiuvata dai Varano di Camerino, si ribellò al tiranno, ma Rinaldo riuscì a fuggire. Assoldati 3.000 uomini in arme, ritornò ad assediare Fermo ma fu respinto. Si asserragliò nel castello di Montefalcone assieme alla famiglia. Il 31 maggio 1380 alcuni congiurati entrarono con l'inganno nella rocca, facendo prigioniero Rinaldo coi suoi famigliari. Il 2 giugno, condotti a Fermo, subirono l'oltraggio della folla: Rinaldo e i figli furono decapitati sulla pubblica piazza e la moglie Villanella incarcerata. 
A ricordo del tragico avvenimento, venne scolpita una colonna raffigurante le teste dei decapitati, che venne tolta solo nel 1419 dal signore di Fermo Lodovico Migliorati.

## Discendenza
Rinaldo sposò nel 1363 Villanella Dal Verme, figlia del condottiero Luchino Dal Verme ed ebbero due figli:
- Luchino (?-1380), sposò Margherita Smeducci; decapitato assieme al padre e al fratello
- Mercenario (?-1380), sposò Leda Smeducci; decapitato assieme al padre e al fratello

Ebbe anche due figli naturali, imprigionati dopo la morte del padre.